# 马杜站
马杜站（Madou）是布鲁塞尔地铁2号线和6号线的车站，位于比利时布鲁塞尔首都大区布鲁塞尔城与圣约斯特滕诺德交界处。

## 名称
该站位于以比利时画家让-巴蒂斯特·马杜命名的马杜广场下方，因而得名。